# DN3B
DN3B este un drum național din România care leagă orașele Călărași și Fetești, mergând de-a lungul brațului Borcea al Dunării și terminându-se la nord de acesta din urmă, în DN2A.